# 28 settembre
Il 28 settembre è il 271º giorno del calendario gregoriano (il 272º negli anni bisestili). Mancano 94 giorni alla fine dell'anno.

## Eventi
- 551 a.C. – Nasce nello Stato di Lu, in Cina, Confucio. Diverrà il maggior filosofo cinese, maestro di etica e di rispetto dell'autorità.
- 48 a.C. – Pompeo viene assassinato su ordine del faraone Tolomeo XIII dopo essere sbarcato in Egitto. Potrebbe essere avvenuto il 29 settembre, le registrazioni storiche sono incerte.
- 351 – L'imperatore romano Costanzo II sconfigge l'usurpatore Magnenzio nella battaglia di Mursa Maggiore
- 365 – Procopio viene proclamato imperatore romano a Costantinopoli in opposizione a Valente
- 1066 – Guglielmo il Conquistatore invade l'Inghilterra
- 1106 – Battaglia di Tinchebray – Enrico I d'Inghilterra sconfigge il fratello, Roberto II di Normandia
- 1394 – Elezione dell'antipapa Benedetto XIII
- 1396 – L'imperatore ottomano Bayezid I sconfigge un'armata cristiana a Nicopoli
- 1448 – Cristiano I viene incoronato re di Danimarca
- 1464 – Corrado da Fogliano diventa governatore di Genova per gli Sforza di Milano
- 1542 – Il navigatore portoghese Juan Rodríguez Cabrillo arriva in quella che oggi è San Diego (California)
- 1708 – Pietro il Grande sconfigge gli svedesi nella battaglia di Lesnaja
- 1779 – Samuel Huntington viene eletto presidente del Congresso continentale, succedendo a John Jay
- 1781 – Forze americane, supportate da una flotta francese iniziano l'assedio di Yorktown Heights, in Virginia, nel corso della guerra d'indipendenza americana
- 1821 – Il Messico firma la sua definitiva dichiarazione d'indipendenza
- 1823 – Leone XII viene eletto papa
- 1844 – Oscar I di Svezia-Norvegia viene incoronato re di Svezia
- 1864
  - A Londra presso St. Martin's Hall inizia il congresso costitutivo della Prima Internazionale.
  - Nel Regno d'Italia Alfonso La Marmora diviene primo ministro
- 1867 – Toronto (Ontario) diventa capitale del Canada
- 1868 – La battaglia di Alcolea costringe la regina Isabella II di Spagna a scappare in Francia
- 1871 – Il Brasile approva una legge che libera i futuri figli degli schiavi
- 1877 - Fondata a Parma la Barilla
- 1917 – Viene adottata la nuova bandiera della Thailandia
- 1924 – Roberto Farinacci, gerarca fascista, viene ferito in duello dal principe Valerio Pignatelli
- 1928
  - Il biologo scozzese Alexander Fleming scopre la penicillina
  - In Italia viene istituita la Federazione Italiana Rugby (FIR)
- 1939 - Seconda guerra mondiale:
  - Germania e Unione Sovietica si accordano sulla divisione della Polonia dopo averla invasa
  - Estonia, Lettonia e Lituania sono costrette a firmare un "Patto di annessione e mutua difesa" che permetteva l'ingresso delle truppe sovietiche
- 1950 – Ingresso all'ONU dell'Indonesia
- 1951 – Scoperta da parte di Seth Barnes Nicholson di un satellite di Giove, Ananke
- 1958
  - La Francia ratifica una nuova costituzione; si forma la quinta repubblica
  - La Guinea vota per l'indipendenza dalla Francia
- 1961
  - La Siria si ritira dalla Repubblica Araba Unita
  - Rex Harrison e Richard Burton giungono a Cinecittà per rimpiazzare, rispettivamente, Peter Finch e Stephen Boyd sul set del film Cleopatra
- 1973
  - Attentato al palazzo della ITT di New York, per protesta contro il coinvolgimento della ITT nel colpo di Stato dell'11 settembre in Cile
  - La Metro-Goldwyn-Mayer si federa con la United Artists per evitare la bancarotta
- 1978
  - Omicidio di Ivo Zini
  - Muore improvvisamente dopo soli 33 giorni di pontificato papa Giovanni Paolo I
- 1980 – In Italia avviene la caduta del governo Cossiga II
- 1994 – Il traghetto Estonia affonda nel Mar Baltico, 852 morti
- 1995 – Bob Denard e un gruppo di mercenari prendono il controllo delle Comore con un colpo di Stato
- 2000
  - Comincia l'Intifada di al-Aqsa, dopo una visita di Ariel Sharon alla moschea al-Aqsa
  - Referendum in Danimarca: col 53,1% dei voti, prevalgono i "no" alla proposta di adozione dell'euro
- 2003 – L'Italia rimane al buio a causa di un colossale black out
- 2005
  - Inizia la prima tranche del processo sul crac Parmalat: coinvolti i 18 dirigenti del consiglio d'amministrazione, tra cui Calisto Tanzi. Per la richiesta di risarcimenti alle persone fisiche, bisognerà attendere l'altro processo, quello nei confronti delle banche coinvolte
  - Si conclude la missione spaziale di Shenzhou 7, prima missione cinese a prevedere una passeggiata spaziale
  - Il Congresso statunitense approva una bozza d'intervento per aiutare l'economia in crisi di 250 miliardi di dollari, il più grande piano di salvataggio messo in campo nella storia degli Stati Uniti
- 2010 – In Messico una frana travolge una cittadina, più di 300 le case sepolte, oltre 100 i dispersi. La frana è stata causata dalle piogge torrenziali comportate dal passaggio delle tempeste Karl e Matthew
- 2015 – In Europa avviene l'ultima eclissi lunare della tetrade, che per una coincidenza astronomica cade nel perigeo lunare, il punto più vicino alla Terra del nostro satellite, tanto che si parla di eclissi di Superluna
- 2018 – In Indonesia, sull'isola di Sulawesi, un terremoto di magnitudo 7.5 causa la morte di 2 256 persone

## Nati
Ci sono circa 1 170 voci su persone nate il 28 settembre; vedi la pagina Nati il 28 settembre per un elenco descrittivo o la categoria Nati il 28 settembre per un indice alfabetico.

## Morti
Ci sono circa 510 voci su persone morte il 28 settembre; vedi la pagina Morti il 28 settembre per un elenco descrittivo o la categoria Morti il 28 settembre per un indice alfabetico.

## Feste e ricorrenze

### Civili
Nazionali:
- Repubblica Ceca – Giorno di San Venceslao
- Italia - Quattro giornate di Napoli del 28 settembre 1943 (solennità civile fino al 1977)

### Religiose
Cristianesimo:
- San Lorenzo Ruiz e compagni, martiri
- San Venceslao, martire
- Santi Alfio e Zosimo e compagni, martiri a Calidone in Pisidia
- Sant'Alodio di Auxerre, vescovo
- Sant'Ennemondo di Lione, vescovo e martire
- San Caritone, abate in Palestina
- Santi Cunialdo e Gisilario
- Sant'Essuperio di Tolosa, vescovo
- San Fausto di Riez, vescovo
- Santa Giulia Eustochio (Eustochio), vergine
- Santa Lioba di Tauberbischofsheim, monaca
- San Salonio di Ginevra, vescovo
- San Simón de Rojas, religioso trinitario
- San Zama, protovescovo di Bologna
- Beata Amalia Abad Casasempere, madre di famiglia, martire
- Beato Antonio, sacerdote mercedario
- Beato Bernardino da Feltre, religioso
- Beato Cristiano Franco, agostiniano
- Beato Francesco da Caldarola, francescano
- Beato Francesco Saverio Ponsa Casallarch, religioso e martire
- Beati Giovanni Shozaburo e compagni, martiri
- Beato Giuseppe Tarrats Comaposada, religioso gesuita, martire
- Beato Luigi Monza, sacerdote, fondatore delle Piccole Apostole della Carità
- Beati Martiri agostiniani del Giappone
- Beato Nykyta Budka, vescovo e martire
- Beato Valentino Rovira, mercedario